# Kazz al-Chass
Kazz al-Chass (arab. قز الخاص) – wieś w Syrii, w muhafazie Hims. W 2004 roku liczyła 543 mieszkańców.